# Machine à câlin
Une machine à câlin, également nommée boîte à câlin, ou en anglais hug box, squeeze machine ou squeeze box, est un appareil à pression conçu pour calmer les personnes hypersensibles, souvent des personnes présentant des troubles du spectre autistique. Dans sa visée thérapeutique et anti-stress, cet appareil a été inventé par Temple Grandin pendant ses études universitaires,.
Avoir un fonctionnement autistique influence la manière dont les personnes autistes interagissent avec leur environnement et perçoivent l’intensité des informations sensorielles, ce qui peut souvent engendrer des hyposensibilités et hypersensibilités sur le plan sensoriel. Temple Grandin a proposé cette machine à câlin afin que les personnes autistes puissent se procurer des stimulations sensorielles [proprioceptives et/ou tactiles, en l’occurrence], par simple envie ou en cas de nécessité (en situation de crise autistique, par exemple).

## Description
La machine à câlin se compose de deux parties latérales amovibles, de 120 × 20 cm par 90 × 20 cm, avec une épaisseur de rembourrage doux, en forme en V, et un système de contrôle à une extrémité avec un robuste tube conduisant à un compresseur d'air. À l'aide de la pression exercée par le compresseur d'air et contrôlée par l'utilisateur, les côtés appliquent une pression profonde créant une stimulation uniformément sur les parties latérales du corps. La machine et son développement sont présentés dans le film biographique intitulé Temple Grandin.

## Histoire

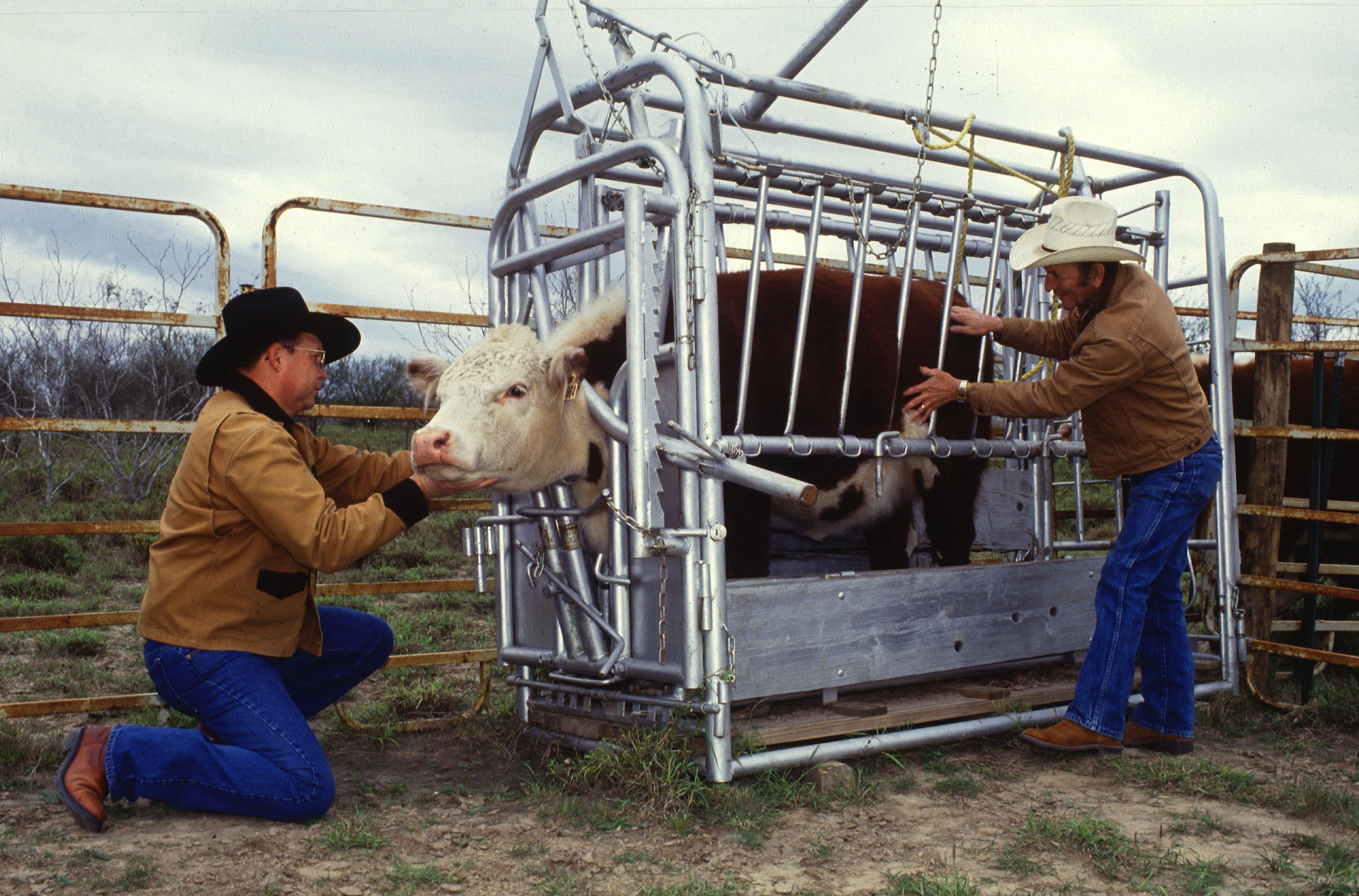
Le travail à ferrer les bovins, comme ce modèle portable, a inspiré Temple Grandin pour sa machine à câlin.

Dans sa jeunesse, Temple Grandin s'est rendu compte qu'elle cherchait des pressions profondes et de la stimulation, mais elle se sentait sur-stimulée lorsque quelqu'un l'embrassait ou la serrait dans ses bras. L'idée de la machine à câlin provient d'une visite à sa tante dans un ranch de l'Arizona, où elle remarque la façon dont les bovins sont confinés dans un travail à ferrer, et comment certains se calment immédiatement lorsque de la pression leur est administrée. Elle se rend compte que la pression a un effet calmant sur le bétail, et décide que quelque chose de semblable pourrait bien remédier à sa propre hypersensibilité. Dans un premier temps, elle cache cette idée aux professionnels de santé qu'elle côtoie :

« Une autre chose que je n'ai jamais dite au psychiatre, c'était mon désir de construire un appareil qui me procurerait du bien-être par le contact. Même moi, je sentais que ce genre d'idée serait inscrit dans la colonne « bizarre » sur mon tableau. »

— Temple Grandin, Ma vie d'autiste.
D'abord, Temple Grandin rencontre la désapprobation des psychologues de son collège, qui cherchent à confisquer son prototype de machine à câlins. Son professeur de sciences, cependant, l'encourage à déterminer la raison pour laquelle cette machine l'aide à résoudre son anxiété et ses problèmes sensoriels.

## Efficacité
Aux États-Unis, plusieurs programmes de traitement utilisent maintenant la machine à câlin, qui a des effets calmants à la fois chez les enfants et les adultes avec autisme. Une étude réalisée en 1995 sur l'efficacité de l'appareil de Temple Grandin, menée par le Centre pour l'Étude de l'Autisme, en travaillant avec l'Université Willamette à Salem (Oregon), a impliqué une dizaine d'enfants avec autisme et en a conclu à une réelle réduction de la tension et de l'anxiété. D'autres études, y compris celle réalisée par le Dr Margaret Creedon, ont donné des résultats similaires. Une petite étude pilote publiée dans l′American Journal of Occupational Therapy a signalé que la machine produit une réduction significative de la tension, mais seulement une petite diminution de l'anxiété.
Temple Grandin a continué à utiliser sa propre machine à câlin afin de s'administrer la pression nécessaire pour soulager les symptômes de son anxiété. Elle a écrit un papier sur sa machine et sur les effets de la pression de stimulation, qui a été publié dans le Journal of Child and Adolescent Psychopharmacology.
En février 2010, lors d'une entrevue avec des journalistes du Time Magazine, Grandin a déclaré qu'elle n'utilisait plus sa machine à câlin, qui avait cassé deux ans plus tôt, et qu'elle n'avait jamais réparée. Elle a déclaré être désormais capable de serrer des gens dans les bras.

## Controverse avec le packing
Le psychanalyste français Pierre Delion a justifié de « l'efficacité » du packing, une technique controversée de contention des personnes autistes, en opérant un rapprochement avec la machine à câlin comme « excellent exemple des fonctions vers lesquelles le packing tend pour aider les personnes autistes à retrouver une contenance suffisante lorsqu'elles traversent des moments de déconstruction trop angoissants ».
Temple Grandin a répondu à cette allégation : « Je détesterais le packing. L’enfant doit être en mesure de contrôler la pression lui-même. La machine à câlin fonctionne sur ce principe. Le packing serait inutile et très stressant pour l’enfant ».

## Pression profondes
De nombreuses autres techniques de pressions profondes ont été développées (voir Table 1). Des revues systématiques ont montré qu'ils avaient des effets positifs mais que la qualité des études était trop basse pour confirmer cet effet,. Le fauteuil oto est un fauteuil à étreindre dont le design a été centré utilisateur (voir text box 1). Les pressions peuvent être contrôlées par la personne elle-même. Des focus groups et simulations seront nécessaires pour confirmer l'acceptabilité de cette méthode comparativement à d'autres.

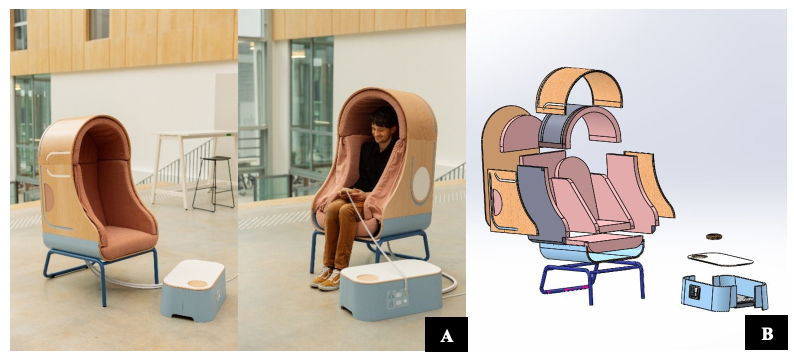